# کشار زیر
کشار زیر یا کشار پایین، روستایی در دهستان کشار بخش مرکزی شهرستان خمیر در استان هرمزگان ایران است.

## جمعیت
بر پایه سرشماری عمومی نفوس و مسکن در سال ۱۳۹۵، جمعیت این روستا برابر با ۴۶۴ نفر (۱۳۷ خانوار) بوده‌است.